# پریوش سرخوش
پریوش سرخوش بانوی سیاستمدار اهل ایران و نماینده مجلس شورای ملی ایران بود
نام پدرش علی بود. وی دارای مدرک دکترا بود.
وی مدیر کل خدمات اجتماعی وزارت کار و امور اجتماعی ایران بود. بانو سرخوش  نماینده مجلس شورای ملی ایران در دوره بیست و سوم (از ۱۳۵۰ تا ۱۳۵۴ خ.) از حوزه انتخابی تهران بود.
وی از سال  ۱۳۴۶ خ. عضو حزب ایران نوین بود و در این حزب مسئول کمیته آموزش و از اعضای هیئت رئیسه سازمان بانوان حزب بود.

## منبع
- پریوش سرخوش | بانک اطلاعات رجال
- مرکز پژوهشها - بانو دکتر پریوش سرخوش
- پریوش سرخوش،۱۳۰۴ش- -